# Hiroaki Hiraoka
Hiroaki Hiraoka (Hiroshima, Japan, 6. veljače 1985.) je japanski judaš. Osvajač je srebrne olimpijske medalje na Olimpijadi u Londonu 2012. u težinskoj kategoriji do 60 kg. U finalu je poražen od ruskog predstavnika Arsena Galstjana.

## Olimpijske igre

### OI 2012. London
| London 2012.     | London 2012. | London 2012.   | London 2012. |
| Protivnik        | Zemlja       | Uspjeh         | Natjecanje   |
| ---------------- | ------------ | -------------- | ------------ |
| Ashley McKenzie  | UK           | 111:0; pobjeda | 2. krug      |
| Artiom Arshanski | Izrael       | 12:0; pobjeda  | 3. krug      |
| Sofiane Milous   | Francuska    | 12:10; pobjeda | četvrtfinale |
| Elio Verde       | Italija      | 110:0; pobjeda | polufinale   |
| Arsen Galstjan   | Rusija       | 0:1000; poraz  | finale       |

## Vanjske poveznice
- Judo Inside.com